# Aerides flabellatum
Aerides flabellatum Rolfe ex Downey 1925, es una especie de orquídea epífita incluida en la subfamilia Epidendroideae.

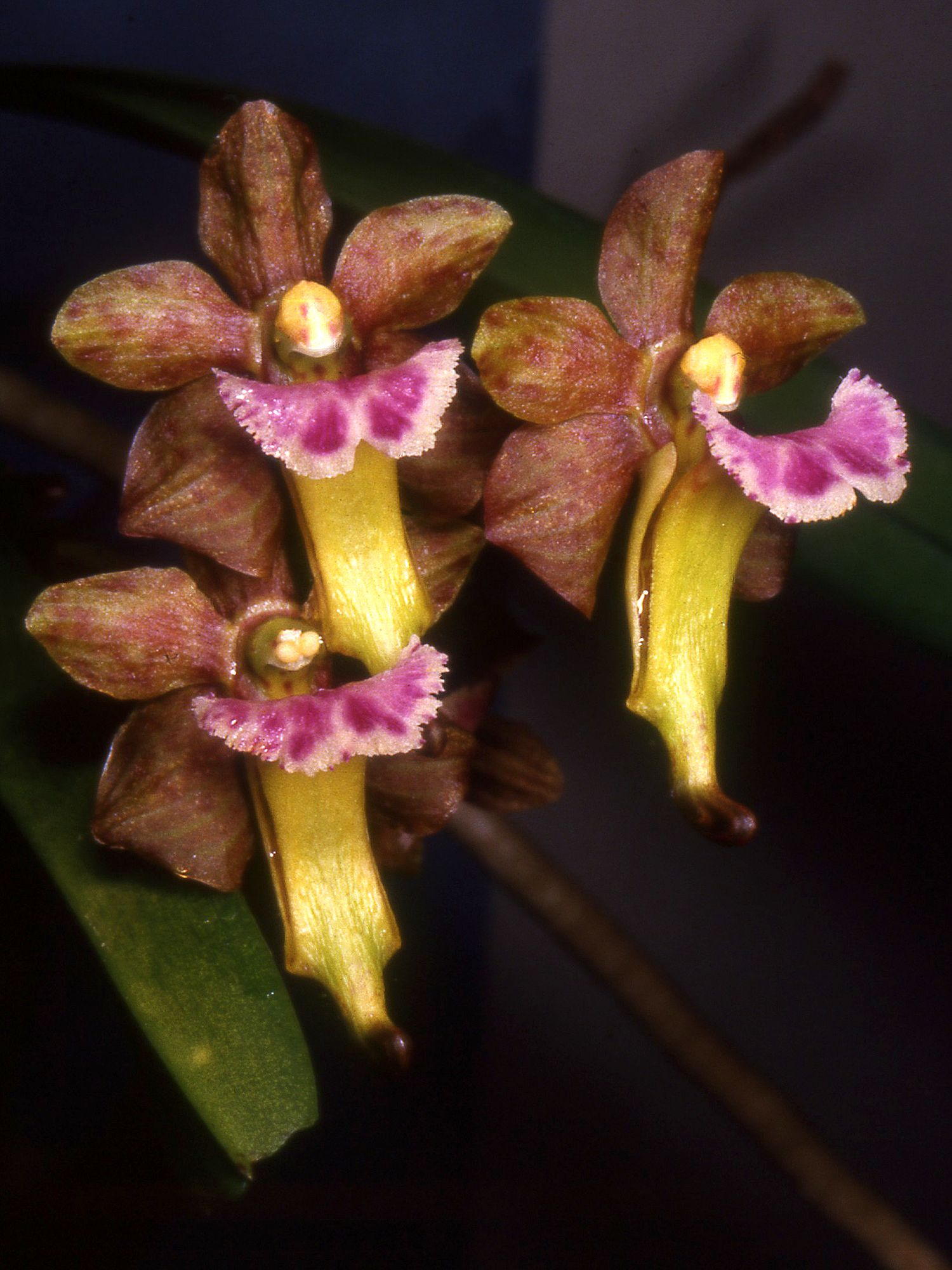
Vista de la planta

## Distribución y hábitat
Se encuentra en Tailandia y Yunnan de China en los bosques o los bordes de bosques en elevaciones de 600 a 1100 m s. n. m.

## Descripción
Es una planta de tamaño pequeño o mediano que prefiere clima cálido a fresco, es epífita, con un tallo corto que lleva muchas hojas curvas, con ápice bi-lobulado. Florece con una inflorescencia de 10 a 25 cm de largo, colgante, laxa con 3 a 15 fragantes flores de 2 cm de ancho que se producen en los fines de invierno y comienzos de primavera.

## Taxonomía
Aerides flabellatum fue descrita por Rolfe ex Downey y publicado en Bulletin of Miscellaneous Information Kew 1925(9): 387. 1925.
Etimología
Aerides (abreviado Aer.): nombre genérico que procede de las palabras griegas: "aer" = "aire" y "eides" = "asemejando", aludiendo al hábito de epífitas de estas plantas que aparentemente se alimentan de nada, solo de lo que la atmósfera pueda ofrecerles. 
flabellatum: epíteto latino que significa "con forma de abanico".
Sinonimia
- Vanda flabellata (Rolfe ex Downie) Christenson 1985.[1][3]